# Jeannine Richer
Jeannine Paulette Albertine Richer, née le 6 juin 1924 à Rives-en-Seine et morte le 18 août 2022 à Nogent-sur-Marne, est une compositrice française et une pédagogue de la musique. 

## Biographie
Élève de Max Deutsch, Jeannine Richer commence sa vie de musicienne comme pédagogue: elle enseigne l'écriture et l'analyse, l'harmonie, le contrepoint et la fugue, et rédige quatre livres d'apprentissage du solfège. À partir des années 1970, elle commence à composer et à publier sa prolifique production.
La réception est bonne, ainsi qu'en témoigne un article du Monde: « Piège 2, de Jeannine Richer, neuf épisodes pour quintette à cordes dont Alexandre Myrat a su faire ressortir, par une direction à la fois souple et brusque, la fermeté et le lyrisme interne de l’écriture, fait partie de ces œuvres assez rares où l’on ne recherche pas en vain une idée hypothétique ; les unes succèdent naturellement aux autres, claires et toujours traitées de façon intéressante. »

## Œuvre
- 1971. Épiphonies, pour contrebasses[3]
- 1972. Miniatures, pour piano (Éditions Chappell)
- 1974. Ligne interrompue, pour contrebasse et narrateur (Éditions Gémeaux)
- 1975. Rives, pour guitare (Éditions Musiques transatlantiques)
- 1977. Piège V, pour hautbois (Éditions Eschig)
- 1977. Piège 6, pour guitare (Éditions Musiques transatlantiques, 1979)
- 1978. Sonorité, pour piano à 4 mains et accessoires, baguette feutre dure, baguette bois, règle métallique de 20 cm (Éditions G. Billaudot)
- 1979. Piège 1, pour contrebasse[3]
- 1980. Piège 2, pour violons, alto, violoncelle et contrebasse[3]
- 1983. Bagnolet 83, pour cinq voix de femmes et dix vents (flute, hautbois, clarinettes, clarinette basse, saxophone alto, trompettes en ut). Commande de la municipalité de Bagnolet (Conservatoire de Musique Erik-Satie) pour la Fête de la musique de 1983. Sur le texte d'un proverbe indien : « Le temps qui dévore tout dévorera le temps ». Les chanteuses sont aussi comédiennes. Partition disponible au Centre de documentation de la musique contemporaine (Cdmc)[4]
- 1988. Orgue 88. Fragment minéral
- 1993. Darissimo, pour hautbois (Éditions Eschig)
- 1993. Rupture, pour violon (Éditions Eschig)
- 1993. Jeux, pour contrebasse et piano (Éditions G. Billaudot)[3]
- 1994. Obsession, pour hautbois

- 89-89 (Éditions G. Billaudot)
- Improvisation
- Intersidéral
- Le lointain trottoir d'en face...
- Mémoire
- Musique mobile
- Oiseaux fous
- Piège 3
- Piège 4
- Rite
- Sept fois le cri…
- Souche
- Tremblements-dérapages
- Via